# 罕富民
罕富民（1917年—1982年），男，汉傣族，云南沧源县勐董人，出身土司世家。勐角董末代土司，先后于中华民国、雲南反共救國軍、中华人民共和国任职。

## 生平
罕富民（五老爺）11岁时被送进嘎里佛寺当和尚，1934年还俗。1935年英军入侵班老，罕富民参与了反抗英军的斗争。1935年12月替代其父罕华相参加第二次中英勘界，力争滚弄江以北地区。1936年赴昆明南箐中学读书，1938年返回阿佤山，协助其父理政，兼任沧源设治局下的区长。1943年任耿沧抗日游击支队修路大队总大队长，佧佤山抗日游击队成立后任第四大队大队长，此后至1945年一直领导地方武装抵御日军入侵。1945年，罕华相病故，罕富民之兄罕富成接任土司之职，罕富成病逝后罕富民接任土司。1946年8月出任沧源议会议会长，1947年春正式加入中国国民党，被委任为勐董镇书记长，同时被推荐为第一届国民大会云南省代表。1949年秋赴昆晋谒省主席卢汉，12月返回沧源，恰逢共产党方面田兴武和田兴文率部反攻耿马的国民党武装，耿马土司罕富廷令罕富民回勐董组织力量支援。他回到勐董时，田子昌已率部攻打勐董，罕富民外逃缅甸滚弄。
1951年4月，李弥任罕为东南亚自由人民反共联军第三十七支队支队长，配合反共联军进攻沧源。5月联军攻入勐董，李弥任罕为临普专区副专员。7月解放军反攻沧源，罕富民携家眷逃入缅甸勐敦。1953年10月，经中国共产党疏通关系回到勐董，被推举为沧源县第五届各族各界人民代表会议常务委员会委员。1954年9月参加云南省政协第一届一次会议，被推选为省政协委员。1956年1月，罕富民被临沧专员公署任命为沧源县副县长。文化大革命爆发后，罕富民被当做“地、富、反、坏、右”分子和牛鬼蛇神，遭到批判，下放昆明百花山农场劳改。1968年6月12日携子罕贵齐、侄子罕贵伦和罕贵林连夜逃回沧源，后逃入缅甸。1969年被罕富廷派人接到台湾，1982年在桃园县病逝。
| 前任： 罕富成 | 勐角董土司 1945年—1949年 | 繼任： 无 |

## 资料来源
1. 1 2  沧源佤族自治县地方志编撰委员会. . 昆明: 云南民族出版社. 1998年12月: 935-936. ISBN 7-5367-1498-X.
2. ↑  . www.kaixian.tv. 临沧日报. 2015-09-02  [2017-12-13]. （原始内容存档于2017-12-14）.